# Bienservida
Bienservida község Spanyolországban, Albacete tartományban. Lakosainak száma 552 fő (2024).

## Földrajza
Bienservida Montiel, Alcaraz, Villapalacios, Salobre, Villaverde de Guadalimar, Siles és Villarrodrigo községekkel határos.

## Népesség
A település lakosságának változását az alábbi diagram mutatja:
| Lakosok száma | 895  | 814  | 777  | 742  | 729  | 668  | 634  | 603  | 595  | 552  |
|               | 2001 | 2004 | 2006 | 2009 | 2011 | 2014 | 2016 | 2019 | 2021 | 2024 |